# Серино (Волгоградская область)
Серино — бывшее село в Котовском районе Волгоградской области, в настоящее время северо-западная часть города Котово.
Село находилось в степной местности, в пределах Приволжской возвышенности, являющейся частью Восточно-Европейской равнины, по оврагам Серину и Хохлачьему, впадающим в реку Малая Казанка.

## История
Основано в XVIII веке. В 1861 году построена деревянная церковь во имя Покрова Пресвятой Богородицы. В 1887 году открыта церковно-приходская школа. В 1889 году в селе имелись 1 маслобойня, 4 ветряных мельницы, 1 общественный хлебный запасный магазин, 2 мелочных лавки, 2 корчмы, 1 винная лавка. Земельный надел сельского общества составлял 6454 десятины. Население села составляли бывшие государственные крестьяне. Село относилось к Камышинскому уезду Саратовской губернии
С 1935 года в составе Ждановского района Сталинградского края, с 1936 года — Сталинградской области. Решением облисполкома от 22 сентября 1960 года  № 16/506 § 56 село Серино было включено в черту рабочего поселка Котово.

## Население
Динамика численности населения по годам:
| 1860 | 1886 | 1889 | 1894 | 1897 | 1911 |
| ---- | ---- | ---- | ---- | ---- | ---- |
| 1181 | 2121 | 2410 | 2434 | 2368 | 3383 |